# Eredivisie 2010-2011 (calcio femminile)
L'edizione 2010-2011 è stata la quarta dell'Eredivisie, la massima serie a carattere professionistico del campionato olandese femminile di calcio. Il torneo prese il via il 2 settembre 2010 e si concluse il 12 maggio 2011. Il campionato è stato vinto dal Twente, al primo titolo di Eredivisie.

## Stagione

### Novità
Rispetto all'edizione precedente, il numero di squadre partecipanti aumentò da sei a otto, grazie all'ammissione in Eredivisie di VVV-Venlo e Zwolle.

### Formato
Le otto squadre partecipanti si sono affrontate in un girone all'italiana per tre volte, per un totale di 21 giornate. La squadra prima classificata veniva dichiarata campione dei Paesi Bassi e veniva ammessa alla UEFA Women's Champions League per la stagione successiva. Non erano previste retrocessioni.

## Squadre partecipanti
| Club         | Città      | Stadio                           | Stagione precedente    |
| ------------ | ---------- | -------------------------------- | ---------------------- |
| ADO Den Haag | L'Aia      | Cars Jeans Stadion               | 2º posto in Eredivisie |
| AZ Alkmaar   | Alkmaar    | TATA Steel Stadion (Velsen)      | 1º posto in Eredivisie |
| Heerenveen   | Heerenveen | Stadio Abe Lenstra               | 6º posto in Eredivisie |
| Twente       | Enschede   | De Grolsch Veste                 | 4º posto in Eredivisie |
| Utrecht      | Utrecht    | Complesso sportivo Zoudenbalch   | 5º posto in Eredivisie |
| VVV-Venlo    | Venlo      | Complesso sportivo VV VOS        | -                      |
| Willem II    | Tilburg    | Complesso sportivo Bijstervelden | 3º posto in Eredivisie |
| Zwolle       | Zwolle     | Stadio FC Zwolle                 | -                      |

## Classifica finale
|  | Pos. | Squadra      | Pt | G  | V  | N | P  | GF | GS | DR  |
|  | ---- | ------------ | -- | -- | -- | - | -- | -- | -- | --- |
|  | 1.   | Twente       | 44 | 21 | 13 | 5 | 3  | 39 | 20 | +19 |
|  | 2.   | ADO Den Haag | 43 | 21 | 13 | 4 | 4  | 53 | 24 | +29 |
|  | 3.   | AZ Alkmaar   | 40 | 21 | 12 | 4 | 5  | 43 | 28 | +15 |
|  | 4.   | Heerenveen   | 34 | 21 | 9  | 7 | 5  | 33 | 30 | +3  |
|  | 5.   | Utrecht      | 30 | 21 | 7  | 9 | 5  | 30 | 29 | +1  |
|  | 6.   | VVV-Venlo    | 17 | 21 | 3  | 8 | 10 | 27 | 44 | -17 |
|  | 7.   | Willem II    | 12 | 21 | 3  | 3 | 15 | 22 | 40 | -18 |
|  | 8.   | Zwolle       | 10 | 21 | 2  | 4 | 15 | 21 | 56 | -35 |

Legenda:
      Campione dei Paesi Bassi e ammessa alla UEFA Women's Champions League 2011-2012.
Regolamento:
Tre punti a vittoria, uno a pareggio, zero a sconfitta.

## Risultati
|              | ADO  | ADO  | AZ   | AZ   | Hee  | Hee  | Twe  | Twe  | Utr  | Utr  | VVV  | VVV  | Wil  | Wil  | Zwo  | Zwo  |
| ------------ | ---- | ---- | ---- | ---- | ---- | ---- | ---- | ---- | ---- | ---- | ---- | ---- | ---- | ---- | ---- | ---- |
| ADO Den Haag | –––– | –––– | 2-3  | 0-3  | 2-2  | –––– | 2-2  | –––- | 4-1  | 4-0  | 5-1  | 3-0  | 2-1  | –––- | 3-0  | 5-0  |
| AZ           | 1-2  | –––- | –––– | –––– | 2-2  | 3-1  | 1-2  | 1-2  | 2-2  | –––- | 0-0  | 7-3  | 3-1  | 1-0  | 3-2  | –––- |
| Heerenveen   | 2-1  | 0-2  | 0-1  | –––- | –––– | –––– | 2-0  | –––- | 0-0  | 2-1  | 3-2  | 1-1  | 2-1  | –––- | 1-1  | 2-2  |
| Twente       | 2-2  | 0-2  | 2-1  | –––- | 3-2  | 3-0  | –––– | –––– | 0-0  | –––- | 2-0  | 1-0  | 1-0  | 4-1  | 1-0  | –––- |
| Utrecht      | 2-1  | –––- | 1-0  | 0-0  | 2-2  | –––- | 1-1  | 1-1  | –––– | –––– | 1-0  | –––- | 2-2  | 2-1  | 3-2  | –––- |
| VVV-Venlo    | 2-2  | –––- | 0-3  | –––- | 2-3  | –––- | 1-4  | –––- | 1-0  | 1-1  | –––– | –––– | 3-1  | 1-1  | 5-2  | 2-2  |
| Willem II    | 1-2  | 1-2  | 1-3  | –––- | 1-3  | 0-2  | 2-1  | –––- | 3-1  | –––- | 1-1  | –––- | –––– | –––– | 2-0  | 1-3  |
| Zwolle       | 0-5  | –––- | 1-2  | 1-3  | 0-1  | –––- | 0-2  | 1-5  | 1-3  | 1-6  | 1-1  | –––- | 1-0  | –––- | –––– | –––– |

## Statistiche

### Classifica marcatrici
| Gol |  |  | Giocatore                    | Squadra      |
| --- |  |  | ---------------------------- | ------------ |
| 19  |  |  | Chantal de Ridder            | AZ           |
| 14  |  |  | Lisanne Grimberg             | ADO Den Haag |
| 14  |  |  | Renate Jansen                | ADO Den Haag |
| 11  |  |  | Lisanne Vermeulen            | Zwolle       |
| 10  |  |  | Marlous Pieëte               | Twente       |
| 10  |  |  | Dominique Vugts              | Utrecht      |
| 9   |  |  | Lieke Martens                | VVV-Venlo    |
| 9   |  |  | Sylvia Smit                  | Heerenveen   |
| 8   |  |  | Shanice van de Sanden        | Heerenveen   |
| 7   |  |  | Claudia van den Heiligenberg | AZ           |
| 7   |  |  | Nangila van Eyck             | Heerenveen   |